# Julia Olsson
Julia Olsson, född 31 januari 1997, är en svensk fotbollsspelare som spelar för IF Brommapojkarna.

## Karriär
Julia Olsson inledde vid sex års ålder sin fotbollskarriär i moderklubben Nockebyhovs IF. Vid nio års ålder bytte hon lag till IF Brommapojkarna, där hon spelade resten av sin ungdomskarriär. Debuten i Brommapojkarnas A-lag skedde i mars 2012, dock dröjde det till 2014 innan Julia blev en ordinarie del av BP:s A-lag. Olsson spelade i BP fram till 2017, men endast en halv säsong då Julia flyttade till USA för att studera på Embry–Riddle Aeronautical University i Daytona Beach, Florida och spela med universitetets lag, Embry–Riddle Eagles. Mellan 2017 och 2020 spelade Julia Olsson matcher för såväl Embry–Riddle Eagles som Brommapojkarna då hon spenderade somrarna i Sverige och då kunde spela för BP. I maj 2021 tog Olsson examen från universitetet i USA och flyttade hem till Sverige permanent och började spela i Brommapojkarna igen. 
I augusti 2021 meddelade AIK att klubben var överens med Julia Olsson om ett avtal som sträckte sig fram till säsongens slut och hon anslöt på fri transfer. Avtalet med AIK förlängdes i slutet av 2021 över säsongen 2022.
Inför säsongen 2023 återvände Olsson till IF Brommapojkarna.